# Still the Water
Pour plus de détails, voir Fiche technique et Distribution.
Still the Water (2つ目の窓, Futatsume no mado) est un drame romantique japonais réalisé par Naomi Kawase, sorti en 2014.
Le film est présenté en sélection officielle au Festival de Cannes 2014.

## Synopsis
Sur l'île d'Amami, au Japon, les habitants vivent en harmonie avec la nature. Un drame arrive lorsqu'un cadavre est retrouvé dans la mer. Kaito est profondément marqué, tandis que son amie, Kyoko, fait face aux derniers jours de sa mère, gravement malade.
Ils accepteront l'idée de la vie et de la mort, tout en découvrant ensemble l'amour et leur sexualité naissante.

## Fiche technique
- Titre original : 2つ目の窓 (Futatsume no mado?)
- Titre français : Still the Water[1]
- Réalisation : Naomi Kawase
- Scénario : Naomi Kawase
- Musique : Hasiken (ja)
- Photographie : Yutaka Yamazaki
- Montage : Tina Baz

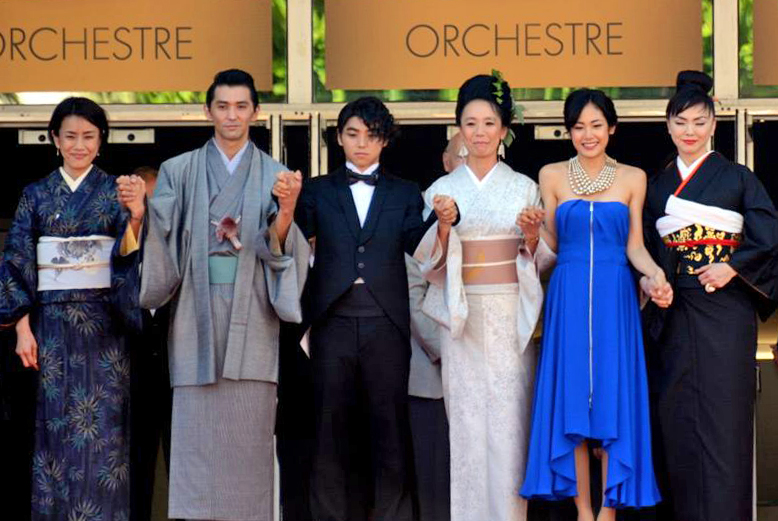
L'équipe du film au festival de Cannes 2014.

- Société de distribution : Haut et Court
- Pays d'origine :  Japon,  France
- Langue originale : japonais
- Genre : romance, drame
- Durée : 121 minutes
- Dates de sortie :
  - France : 20 mai 2014 (Festival de Cannes), 1er octobre 2014 (sortie nationale)[2]
  - Japon : 26 juillet 2014[3]
  - Belgique : 29 octobre 2014[4]

## Distribution
- Nijirō Murakami : Kaito
- Jun Yoshinaga : Kyoko
- Miyuki Matsuda : Isa, la mère de Kyoko
- Tetta Sugimoto : Tetsu, le père de Kyoko
- Makiko Watanabe : Misaki, la mère de Kaito
- Jun Murakami : Atsushi, le père de Kaito à Tokyo
- Fujio Tokita : « papy Tortue » (Kamejiro)
- Hideo Sakaki

## Autour du film
Le film a été tourné dans la nature pittoresque de la ville d'Amami, Amami-Ōshima, dans la préfecture de Kagoshima, au Japon en 2013. Amami-Ōshima est une île aux chants et danses traditionnels uniques, d'où est originaire l'ancêtre de la réalisatrice. La musique a été réalisée par Hasiken, un auteur-compositeur-interprète masculin de Chichibu, préfecture de Saitama.
Le film a été pressenti dans un premier temps pour la Palme d'Or, si bien que Kawase a été rappelée à Cannes pour la remise des prix. Cependant, l'œuvre n'en a obtenu aucun.
Naomi Kawase disait avoir été souvent livrée à elle-même, ses parents ne s'occupant que peu de leur enfant. Cette idée est très présente à travers le personnage de Kaito. De même, la réalisatrice a fait face à la mort de sa mère adoptive durant le tournage du film.

## Distinctions

### Nominations et sélections
- Festival Pacific Meridian : Grand Prix[7]
- Festival de Cannes 2014 : sélection officielle[8]
- Festival international du film de Saint-Sébastien 2014 : sélection « Pearls »
- Festival international du film de Toronto 2014 : sélection « Contemporary World Cinema »